# Alocasia wongii
Alocasia wongii är en kallaväxtart som beskrevs av Alistair Hay. Alocasia wongii ingår i släktet Alocasia och familjen kallaväxter. Inga underarter finns listade.